# 27e eeuw v.Chr.
De 27e eeuw v.Chr. (van de christelijke jaartelling) is de 27e periode van 100 jaar, dus bestaande uit de jaren 2700 tot en met 2601 v.Chr. De 27e eeuw v.Chr. behoort tot het 3e millennium v.Chr.

## Gebeurtenissen

### Egypte

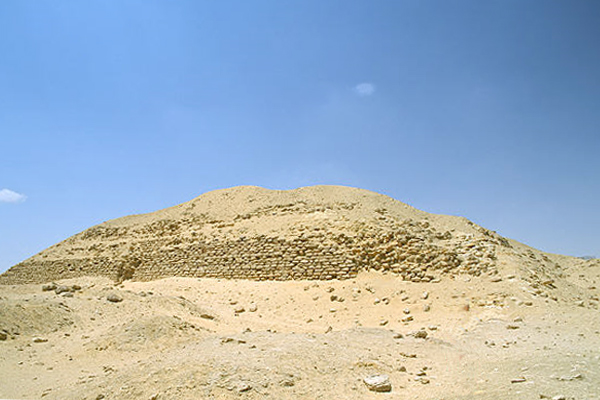
Trappenpiramide van Chabai

- ca. 2690 v.Chr. - Koning Djoser (2690 - 2670 v.Chr.) de tweede farao van de 3e dynastie van Egypte. Het begin van het Piramiden-tijdperk, het politieke centrum wordt Memphis, onder Djoser. Als graf voor farao Djoser bouwt arts en architect Imhotep de Trappenpiramide van Djoser in Saqqara.
- In Egypte heerst farao Djoser.
- ca. 2670 v.Chr. - Koning Sechemchet (2670 - 2663 v.Chr.) de derde farao van de 3e dynastie van Egypte. Hij leidt een expeditie tegen de bedoeïenen in de Sinaï.
- ca. 2660 v.Chr. - Koning Chaba (2663 - 2657 v.Chr.) de vierde farao van de 3e dynastie van Egypte. Hij laat de Trappenpiramide van Chabai bouwen.
- ca. 2650 v.Chr. - Koning Hoeni (2657 - 2639 v.Chr.) de vijfde farao van farao van de 3e dynastie van Egypte. Hij laat forten bouwen aan de zuidelijke grens van Egypte.
- ca. 2640 v.Chr. - Koning Snofroe (2639 - 2604 v.Chr.) de eerste farao van de 4e dynastie van Egypte. Hij leidt een militaire expeditie naar Nubië en laat drie bekende piramiden bouwen:
  - Trappenpiramide
  - Knikpiramide
  - Rode piramide
- ca. 2600 v.Chr. - Koning Choefoe (2604 - 2581 v.Chr.) de tweede farao van Egypte (4e dynastie). Hij laat de Piramide van Cheops in Gizeh (huidige Caïro) bouwen. (ca.  2500 v.Chr.)

### Zuid-Amerika

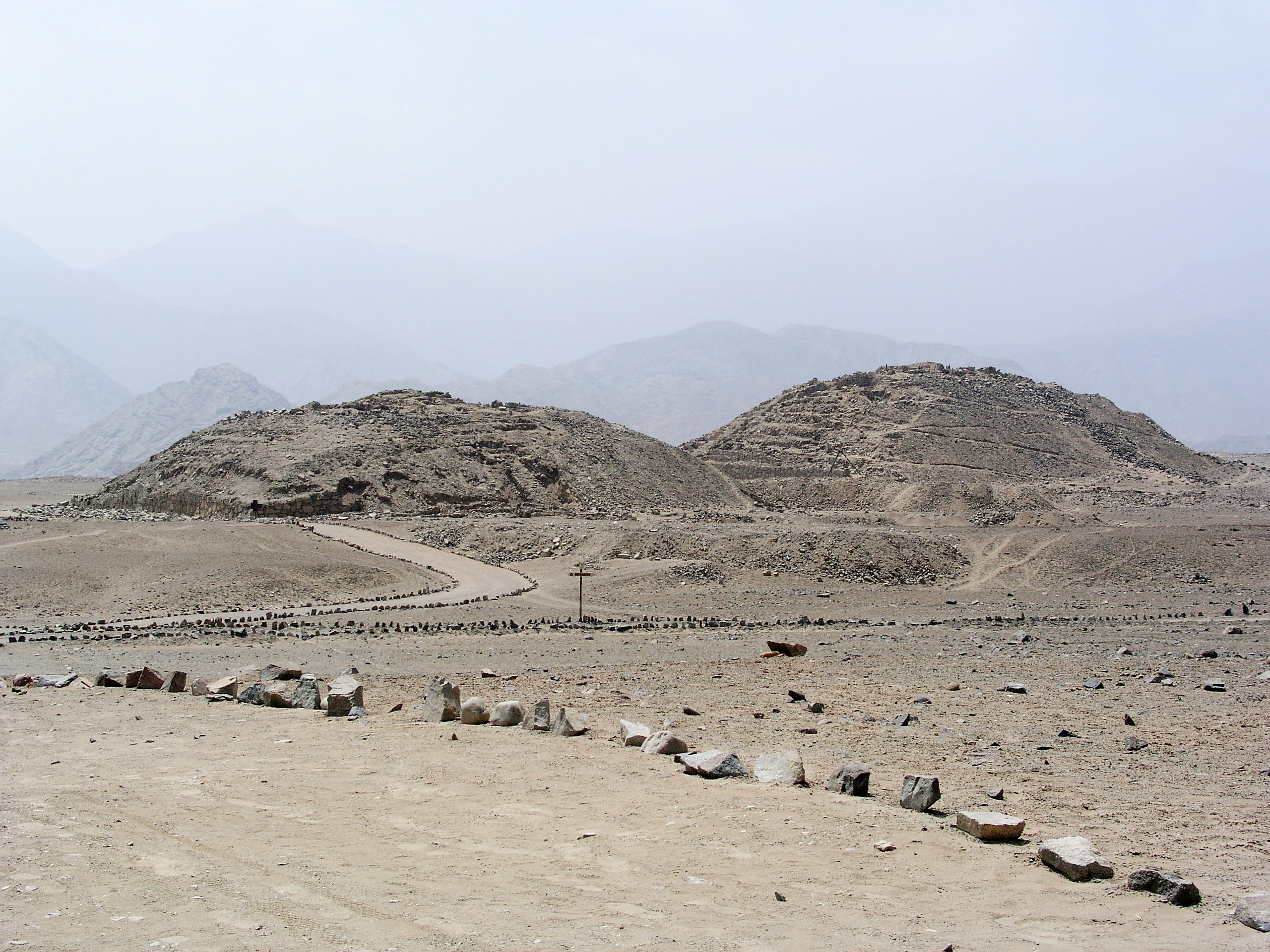
De piramiden van Caral in Peru

- 2630 v.Chr. - De stad Caral aan de woestijnkust van Peru beleeft een bloeitijd. Men verbouwt bonen, kalebassen, katoen en gebruikt coca met kalk.

### Sumer

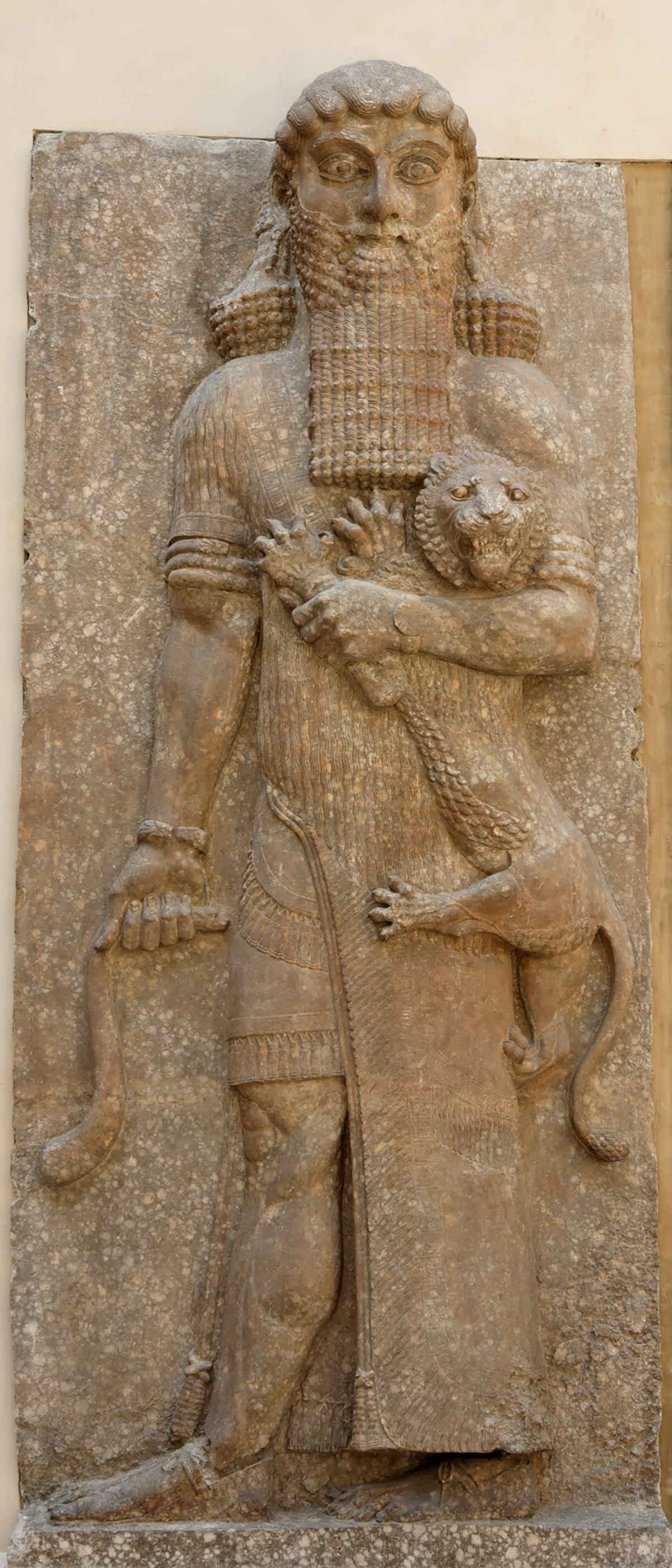
Voorstelling van Gilgamesj uit het paleis van Sargon II (Louvre Parijs)

- ca. 2630 v.Chr. - Koning Gilgamesj laat de stadsmuren van Uruk bouwen: meerdere verdiepingen die met trappen worden verbonden vormen op die manier een ziggoerat. De stad telt ongeveer 50.000 inwoners.
- In Sumer zijn verschillende machtcentra: Kish, Uruk en Ur:

Dynastie Kish I (2900 - 2550 v.Chr.)
- 2671 - 2651 v.Chr. Ilku
- 2651 - 2631 v.Chr. Iltasadum
- 2631 - 2601 v.Chr. Enmebaragesi of Mebaragesi
- 2601 - 2581 v.Chr. Agga of Aka

Dynastie Uruk I (2722 - 2460  v.Chr.)
- 2692 - 2672 v.Chr. Enmerkar
- 2672 - 2652 v.Chr. Lugalbanda
- 2652 - 2602 v.Chr. Gilgamesj
- 2602 - 2572 v.Chr. Urlugal

Dynastie Ur I (2600 - 2393 v.Chr. )
- 2600 - 2600 v.Chr. Meskalamdug

### India
- 2600 v.Chr. - In de vallei van de Indus concentreren de landbouwgemeenschappen zich meer en meer in een georganiseerde samenleving. Hierdoor ontstaat er o.a handel met Mesopotamië, waar vnl. metalen worden verhandeld.

<< · 30e · 29e · 28e · 27e · 26e · 25e · 24e · 23e · 22e · 21e · >>